# 浦辺徹郎
浦邊 徹郎（うらべ てつろう、1949年1月10日 - ）は、日本の地球科学者。東京大学名誉教授、国際資源開発研修センター顧問。専門は鉱床学・海洋地球化学。

## 経歴
岡山県倉敷市生まれ。1967年灘高等学校を卒業し、東京大学教養学部へ入学。1971年同理学部地学科を卒業し、同理学系大学院地質学課程修士課程へ進学して立見辰雄教授の指導を受ける。1973年同博士課程へ進学、1976年同課程を修了し、理学博士の学位を取得（論文表題は Thermodynamic analysis of minor elements partition between coexisting sphalerite and galena: with special reference to the base metal concentration of ore-forming solutions. (閃亜鉛鉱・方鉛鉱間の微量元素分配の熱力学的解析) ）。
同年4月東京大学理学部地質学教室助手に就任。1979～1981年、カナダのトロント大学に訪問研究員として滞在し、1982年には国際協力事業団からメキシコ合衆国工業振興省へ派遣される。1986年工業技術院旧地質調査所鉱床部（現：産業技術総合研究所）の主任研究官に転任し、1998年に首席研究官となる。
2002年7月東京大学大学院理学系研究科教授に転任。理学系研究科地球惑星科学専攻専攻長・理学部地学科長・理学部5号館館長・海洋アライアンス機構副機構長・海洋リテラシープログラムプログラム長などを勤め、2013年3月定年退職し、名誉教授の称号を授与された。
2011年8月、会議中に急逝した玉木賢策委員の補欠選挙で国連海洋法大陸棚限界委員会委員に当選、2012年には再選されて5年の任期を務める。
東京大学在任中は、多くの大学の客員教授や非常勤講師を歴任した。また内閣府や文部科学省・通商産業省・国土交通省の各種委員会委員などとして、日本の科学技術の振興や政策の決定・遂行などに関与する。

## 研究業績など
大学院時代から黒鉱型鉱床の成因的研究に取り組んだほか、花崗岩質マグマにおける各種元素の挙動について理論的・実験的研究を行い、多くの成果を挙げた。旧地質調査所に転任してからは、伊豆－小笠原島弧の水曜海山など、現世の海洋底における熱水活動を研究対象とし、深海潜水艇に乗りこんでの現場観察や試料採取、またそれらに基づく海底熱水鉱化作用の解明などに多大な業績を残した。またフランスや米国などとの国際協力による潜水艇での深海底探査などの大型プロジェクトの管理・運営にも大きな力を発揮し，国際的にも高い評価を得ている。このほか国内でのプレートの沈み込みを解明する深海底掘削事業などにも関与している。2000年代に入ってからは科学研究費補助金新学術領域研究(研究領域提案型)「海底下の大河：地球規模の海洋地殻中の移流と生物地球化学作用」を組織し、地球科学と生物学の融合に尽力し、また、総合科学技術・イノベーション会議による戦略的イノベーション創造プログラム(SIP)第1期課題の「次世代海洋資源調査技術(海のジパング計画)」でプログラムディレクターを務めた。国内外の多くの学会での評議員や編集委員なども歴任し、2008～2010年、2012～2014年の2期にわたって資源地質学会の会長を務めた。

## 編著書
- Ishihara, S., Urabe, T. and Ohmoto, H. (eds.) (1993) Proceedings of the 29th International Geological Congress 1992; Mineral Resources Symposia Vol. A, B, and C. Resource Geology Special Issue, Nos. 15~17.